# 二条町 (名古屋市)
二条町（にじょうちょう）は、愛知県名古屋市南区の地名。

## 歴史

### 沿革
- 1946年（昭和21年）
  - 4月10日 - 南区豊田町の一部により、同区二条町が成立[3]。
  - 8月5日 - 豊田町の一部を編入する[3]。
- 1948年（昭和23年）1月1日 - 豊田町の一部を編入する[3]。
- 1985年（昭和60年）11月3日 - 南区明治二丁目・内田橋一丁目にそれぞれ編入され消滅[3]。